# Julie-Henriette-Martha Fontana
Julie-Marie-Henriette Fontana (Saint-Josse-ten-Noode, 17 de septiembre de 1889-Woluwe-Saint-Pierre, 4 de agosto de 1957), también conocida como Martha Goossens-Fontana, fue una micóloga belga que describió e ilustró muchas especies de hongos en el Congo Belga.
En la mayoría de la literatura científica se le nombra con el apellido de su esposo, Victor Goossens, sin sus nombres de pila, los nombres comunes para referiste a ella en su trabajo son: (J.A.A.)M.(H.) Goossens-Fontana, M. Goossens-Fontana, Madamme M. Goossens-Fontana y Martha Fontana. Su abreviatura botánica en el Índice Internacional de Nombres de las Plantas (IPNI) es Gooss.-Font.

## Biografía y obra
Nació el 17 de septiembre de 1889 en Saint-Josse-ten-Noode, hija del rotulista Charles Fontana y Marie Fourrier.
Estudió en la escuela Bisschofsheim y en la Academia de Bruselas, donde obtuvo el título de profesora de dibujo, cargo que ejerció de 1913 a 1919 en la Escuela Media de Ixelles. En 1919, se casó con Victor Goossens, ingeniero agrónomo, nombrado ese mismo año director del Jardín Botánico de Eala en el Congo Belga.
Ya en el Congo, Martha Fontana reunió una colección única de especímenes y acuarelas de hongos congoleños tras la sugerencia de Maurice Beeli a su marido de recoger y dibujar los hongos locales. En 1923, comenzó a recolectar y realizar ilustraciones botánicas de la forma y coloración de los hongos de los alrededores de Eala (actualmente al este de Mbandaka, República Democrática del Congo).
En 1926, Beeli comenzó a publicar Fungi Goossensiani, una serie de artículos que se extendió hasta 1936, dando a conocer los hallazgos de la Sra. Goossens-Fontana; cerca de cuatrocientas especies eran nuevas para el Congo y alrededor de 300 eran nuevas para la ciencia.
En 1927 acompañó a su esposo nombrado director de la Sociedad de Cultivos y encargado de instalar el puesto de Binga en los Bangala. Allí continuó con sus recolecciones de hongos y sus acuarelas. Sin embargo, gracias a un pequeño equipo de laboratorio, comenzó a estudiar microscópicamente las esporas, las cuales aparecen desde entonces en todas sus ilustraciones.
Martha Fontana fue nombrada corresponsal del Jardín Botánico del Estado el 21 de junio de 1934 y fue titular de la medalla de oro de la Orden de la Corona, concedida el 10 de abril de 1935.
A partir de 1948, residió con su marido en Panzi, cerca de Bukavu, donde dispuso de un pequeño laboratorio micológico y donde continuó con sus recolecciones y acuarelas.
De regreso en Bélgica en 1956, participó en la primera sesión de micología en Bruselas. Falleció en Woluwe-Saint-Pierre el 4 de agosto de 1957, tras una estancia de 36 años en el Congo.

## Importancia de su trabajo
Recolectó 1870 especímenes que mandó al Jardín Botánico del Estado en Bruselas junto con 1331 acuarelas, en total constituye una colección única de micología de África tropical, de un alto valor científico. Este material ha sido estudiado por diversos especialistas belgas y extranjeros y ha dado lugar a la publicación, en fascículos, de la Flora iconográfica de los hongos del Congo belga, iniciada en 1935 por Maurice Beeli, interrumpida en 1936, pero retomada en 1954 por el Jardín Botánico del Estado.

## Lista de especies descubiertas
De los especímenes recolectados por Julie-Henriette-Martha Fontana los siguientes tienen su autoridad:
| - Agaricus agrocyboides Heinem. & Gooss.-Font. - Agaricus benzodorus Heinem. & Gooss.-Font. - Agaricus bukavuensis Heinem. & Gooss.-Font. - Agaricus campestroides Heinem. & Gooss.-Font. - Agaricus carminescens Heinem. & Gooss.-Font. - Agaricus carminescens var. carminescens Heinem. & Gooss.-Font. - Agaricus croceolutescens Heinem. & Gooss.-Font. - Agaricus haematosarcus Heinem. & Gooss.-Font. - Agaricus heterocystis Heinem. & Gooss.-Font. - Agaricus iodolens Heinem. & Gooss.-Font. - Agaricus kivuensis Heinem. & Gooss.-Font. - Agaricus niger Heinem. & Gooss.-Font. - Agaricus ochrascens Heinem. & Gooss.-Font. - Agaricus olivellus Heinem. & Gooss.-Font. - Agaricus panziensis Heinem. & Gooss.-Font. - Agaricus pseudoniger Heinem. & Gooss.-Font. - Agaricus roseocingulatus Heinem. & Gooss.-Font. - Agaricus rufolanosus Heinem. & Gooss.-Font. - Agaricus volvatulus Heinem. & Gooss.-Font. - Agaricus xanthosarcus Heinem. & Gooss.-Font. - Boletochaete calocystis Heinem. & Gooss.-Font. - Boletellus rubroviolaceus Heinem. & Gooss.-Font. | - Gyrodon kivuensis Heinem. & Gooss.-Font. - Krombholzia excedens Heinem. & Gooss.-Font. - Lactarius angustus R. Heim & Gooss.-Font. - Lactarius caperatus R. Heim & Gooss.-Font. - Lactarius corbula R. Heim & Gooss.-Font. - Lactarius craterelloides R. Heim & Gooss.-Font. - Lactarius inversus Gooss.-Font. & R. Heim - Lactarius latifolius Gooss.-Font. & R.Heim - Lactarius melanodermus R. Heim & Gooss.-Font. - Lactarius pellucidus Gooss.-Font. & R.Heim - Lactarius unicolor R. Heim & Gooss.-Font. - Phylloporus testaceus Heinem. & Gooss.-Font. - Phylloporus testaceus var. testaceus Heinem. & Gooss.-Font. - Porphyrellus niger Heinem. & Gooss.-Font. - Pulveroboletus aberrans Heinem. & Gooss.-Font. - Pulveroboletus viridis Heinem. & Gooss.-Font. - Tylopilus beelii Heinem. & Gooss.-Font. - Tylopilus suavissimus Heinem. & Gooss.-Font. - Xerocomus albobrunneus Heinem. & Gooss.-Font. - Xerocomus pseudotristis Heinem. & Gooss.-Font. - Xerocomus spinulosus Heinem. & Gooss.-Font. - Xerocomus sulcatipes Heinem. & Gooss.-Font. |